# Камена (Тулча)
Камена (рум. Camena) — село у повіті Тулча в Румунії. Входить до складу комуни Бая.
Село розташоване на відстані 202 км на схід від Бухареста, 43 км на південь від Тулчі, 70 км на північ від Констанци, 82 км на південний схід від Галаца.

## Населення
За даними перепису населення 2002 року у селі проживали 530 осіб.
Національний склад населення села:
| Національність | Кількість осіб | Відсоток |
| -------------- | -------------- | -------- |
| румуни         | 522            | 98,5%    |
| угорці         | 7              | 1,3%     |

Рідною мовою назвали:
| Мова      | Кількість осіб | Відсоток |
| --------- | -------------- | -------- |
| румунська | 523            | 98,7%    |
| угорська  | 7              | 1,3%     |

## Відомі особистості
В поселенні народився:
- Стоян Заґорський (1864—1930) — болгарський офіцер.